# Championnat du Paraguay de football 1911
Navigation
Édition précédente Édition suivante
La 2e édition du championnat du Paraguay de football est remportée par le Club Nacional. C’est le deuxièmetitre de champion du club. Le Nacional l’emporte avec 2 points d’avance (malgré un match en moins) sur l’Atlántida Sport Club. Club Sol de América complète le podium. 
Club Libertad le champion en titre termine la compétition à la dernière place et est relégué en deuxième division. 
Le championnat est composé de 6 clubs, tous basés dans la capitale Asuncion. 
En 1911, un championnat concurrent est organisé. Il se nomme la Liga Centenario. On y retrouve 11 équipes dont certaines issues de clubs de province. Ce championnat existera jusqu’en 1917.

## Les clubs de l'édition 1911
| \| Asuncion: · Guaraní · Olimpia · Libertad · Atlántida · Nacional · Sol de América Asuncion \| Localisation des clubs engagés dans le championnat. |
| Asuncion: · Guaraní · Olimpia · Libertad · Atlántida · Nacional · Sol de América Asuncion                                                           |

| Club                 | Stade | Capacité | Ville    |
| -------------------- | ----- | -------- | -------- |
| Atlántida Sport Club | -     | -        | Asuncion |
| Club Guaraní         | -     | -        | Asuncion |
| Club Libertad        | -     | -        | Asuncion |
| Club Nacional        | -     | -        | Asuncion |
| Club Olimpia         | -     | -        | Asuncion |
| Club Sol de América  | -     | -        | Asuncion |

## Compétition

### Classement
Le classement est établi sur le barème de points suivant : victoire à 2 points, match nul à 1, défaite à 0.
| Rang | Équipe               | Pts | J  | G | N | P | Bp | Bc | Diff |
| ---- | -------------------- | --- | -- | - | - | - | -- | -- | ---- |
| 1    | Club Nacional        | 15  | 9  | 6 | 3 | 0 | 28 | 16 | +12  |
| 2    | Atlántida Sport Club | 13  | 10 | . | . | . | .  | .  | 0    |
| 3    | Club Sol de América  | 12  | 10 | . | . | . | .  | .  | 0    |
| 4    | Club Guaraní         | 9   | 10 | . | . | . | .  | .  | 0    |
| 5    | Club Olimpia         | 8   | 10 | . | . | . | .  | .  | 0    |
| 6    | Club Libertad        | 1   | 9  | 0 | 1 | 8 | .  | .  | 0    |

| Légende : Qualifications et relégations | Légende : Qualifications et relégations |
| --------------------------------------- | --------------------------------------- |
|                                         | Champion du Paraguay                    |
|                                         | Relégation en deuxième division         |
|                                         | (T) : Tenant du titre (P) : Promus      |

## Bilan de la saison
| Championnat du Paraguay de football 1911                             |                          |
| Champion                                                             | Club Nacional (2e titre) |
| Promotions et relégations                                            |                          |
| Promus en Primera División                                           | Club Presidente Hayes    |
| Relégués en Championnat du Paraguay de football de deuxième division | Club Libertad            |